# 서울특별시도 제21호선 (안내용)

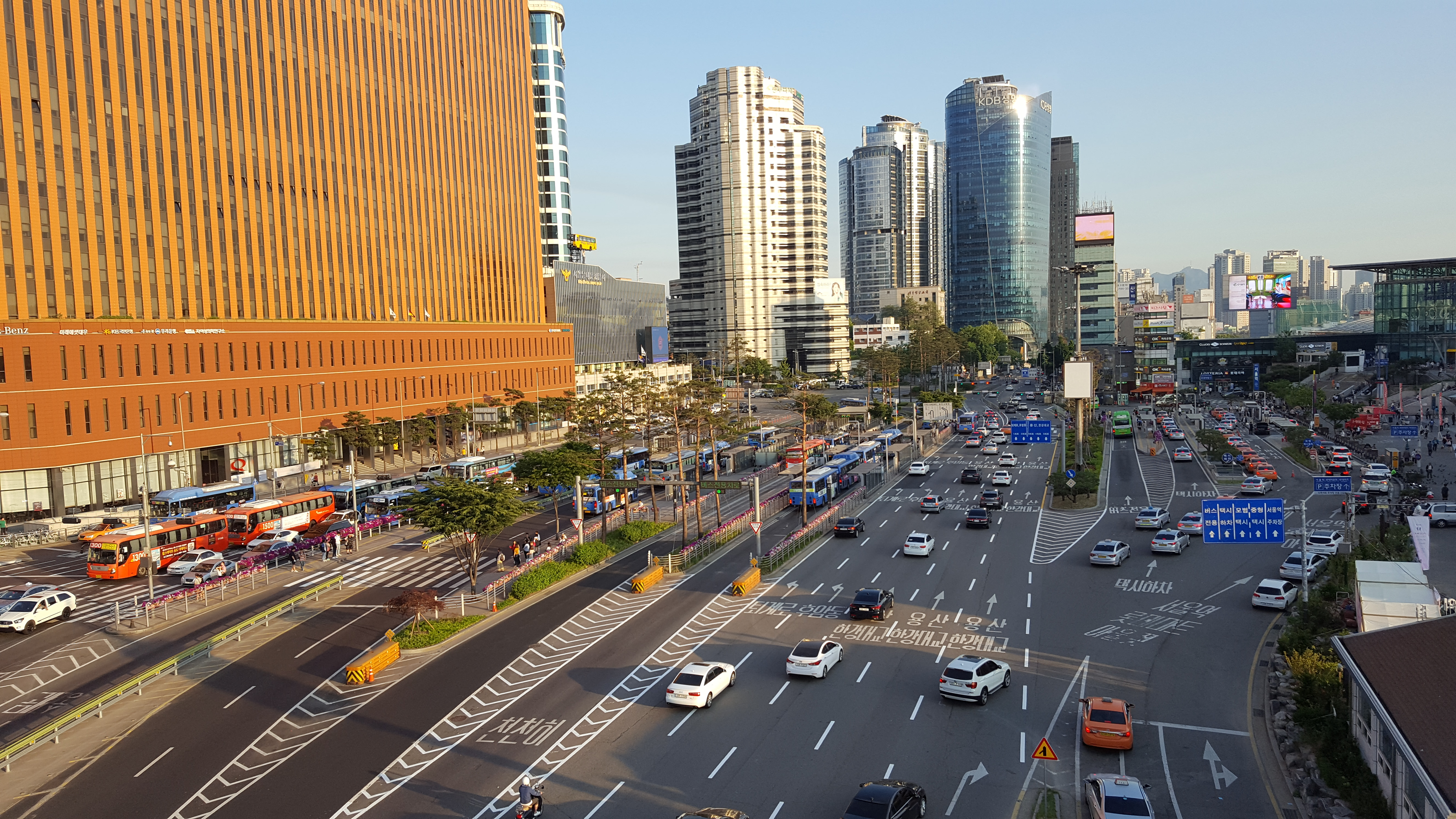

서울특별시도 제21호선은 서울특별시 금천구 시흥동 시흥사거리에서 은평구 대조동 연신내역 사거리에 이르는 서울특별시도로, 도로안내를 위해 부여된 번호이다.

## 설명
이 노선은 시흥사거리에서 시작하여 시흥대로를 쭉 따라가서 강남성심병원이 있는 대림삼거리에서 직진한다. 거기서 여의대방로와 이어져 대방역 삼거리에서 우회전한다. 이후 노량진로를 타고 한강대교를 통과한다. 한강대교 북단에서 이어진 한강대로와 만나고 서울역에 이른다. 서울역삼거리에서 좌회전하여 통일로와 연결되어 연신내역에 이른다. 이 도로의 총 연장은 24.2km이고, 서울특별시도 남북측 간선도로 중에서 맨 첫 번째 노선이다. 전 구간이 구 1번 국도와 중복된다. 통일로는 아시아 고속도로 의 일부에 속한다.

## 구성
- 시흥대로 - 여의대방로 - 노량진로 - 한강대로 - 통일로

## 경유지
서울특별시
- 금천구 - 관악구 조원동[1] / 구로구 구로3동 - 동작구 / 영등포구 - 동작구 대방동,  노량진동 - 용산구 -  중구 - 종로구 - 서대문구 - 은평구

## 노선
| 구간                                   | 이름                                                                                                | 접속 노선                          | 소재지                         | 소재지                         | 비고                           |
| 국도 제1호선 (경수대로)와 직결         | 국도 제1호선 (경수대로)와 직결                                                                      | 국도 제1호선 (경수대로)와 직결     | 국도 제1호선 (경수대로)와 직결 | 국도 제1호선 (경수대로)와 직결 | 국도 제1호선 (경수대로)와 직결 |
| -------------------------------------- | --------------------------------------------------------------------------------------------------- | ---------------------------------- | ------------------------------ | ------------------------------ | ------------------------------ |
| 시흥대로                               | 시흥사거리                                                                                          | 국도 제1호선 (금하로)              | 서울특별시                     | 금천구                         |                                |
| 시흥대로                               | 금천구청입구 교차로                                                                                 | 시흥대로73길                       | 서울특별시                     | 금천구                         |                                |
| 시흥대로                               | 말미사거리                                                                                          | 범안로                             | 서울특별시                     | 금천구                         |                                |
| 시흥대로                               | 금천우체국 교차로                                                                                   | 두산로 시흥대로122길               | 서울특별시                     | 금천구                         |                                |
| 시흥대로                               | 독산사거리                                                                                          | 가산로                             | 서울특별시                     | 금천구                         |                                |
| 시흥대로                               | 시흥 나들목                                                                                         | 서울특별시도 제92호선 (남부순환로) | 서울특별시                     | 금천구                         |                                |
| 시흥대로                               | 시흥 나들목                                                                                         | 서울특별시도 제92호선 (남부순환로) | 서울특별시                     | 서:구로구 동:관악구            |                                |
| 시흥대로                               | 디지털단지입구 교차로                                                                               | 디지털로32길                       | 서울특별시                     |                                |                                |
| 시흥대로                               | 구로디지털단지역 교차로 (구로교)                                                                    | 도림천로 신사로                    | 서울특별시                     |                                |                                |
| 시흥대로                               | 구로디지털단지역 교차로 (구로교)                                                                    | 도림천로 신사로                    | 서울특별시                     | 서:영등포구 동:동작구          |                                |
| 시흥대로                               | 대림사거리                                                                                          | 대림로                             | 서울특별시                     |                                |                                |
| 시흥대로                               | 대림삼거리                                                                                          | 신길로                             | 서울특별시                     |                                |                                |
| 여의대방로                             | 대림삼거리                                                                                          | 신길로                             | 서울특별시                     |                                |                                |
| 보라매공원입구 교차로 (기상청)         | 여의대방로20길                                                                                      |                                    | 서울특별시                     |                                |                                |
| 대방천사거리                           | 대방천로                                                                                            |                                    | 서울특별시                     |                                |                                |
| 보라매역 교차로                        | 서울특별시도 제90호선 (신풍로, 상도로)                                                              |                                    | 서울특별시                     |                                |                                |
| 해군회관앞 교차로                      | 가마산로 여의대방로36길                                                                             |                                    | 서울특별시                     |                                |                                |
| 성남고교입구 교차로 (서울지방병무청역) | 여의대방로43길                                                                                      |                                    | 서울특별시                     |                                |                                |
| 대림아파트 교차로                      | 여의대방로44길 여의대방로47길                                                                       |                                    | 서울특별시                     |                                |                                |
| 대방역 교차로                          | 영등포로 여의대방로                                                                                 |                                    | 서울특별시                     |                                |                                |
| 대방역 교차로                          | 영등포로 여의대방로                                                                                 | 노량진로                           | 서울특별시                     | 동작구                         |                                |
| 동작전화국입구 교차로                  | 등용로                                                                                              | 노량진로                           | 서울특별시                     | 동작구                         |                                |
| 유한양행                               | | 노량진로                           | 서울특별시                     | 동작구                         |                                |
| 노량진삼거리 (노량진역)                | 장승배기로                                                                                          | 노량진로                           | 서울특별시                     | 동작구                         |                                |
| (이름 없음)                            | 만양로                                                                                              | 노량진로                           | 서울특별시                     | 동작구                         |                                |
| 수산시장입구 교차로                    | 노량진로17길                                                                                        | 노량진로                           | 서울특별시                     | 동작구                         |                                |
| 노량진배수지 교차로                    | 매봉로 노량진로23길                                                                                 | 노량진로                           | 서울특별시                     | 동작구                         |                                |
| 노들역                                 | 양녕로                                                                                              | 노량진로                           | 서울특별시                     | 동작구                         |                                |
| 노들역                                 | 양녕로                                                                                              | 양녕로                             | 서울특별시                     | 동작구                         |                                |
| 한강대교남단 교차로                    | 노들로 현충로                                                                                       |                                    | 서울특별시                     | 동작구                         |                                |
| 한강대교                               | |                                    | 서울특별시                     | 동작구                         |                                |
| 용산구                                 | |                                    | 서울특별시                     |                                |                                |
| 한강대교북단 교차로                    | 이촌로 국도 제46호선 (강변북로) 국가지원지방도 제23호선 (강변북로) 서울특별시도 제70호선 (강변북로) |                                    | 서울특별시                     |                                |                                |
| 한강대교북단 교차로                    | 이촌로 국도 제46호선 (강변북로) 국가지원지방도 제23호선 (강변북로) 서울특별시도 제70호선 (강변북로) | 한강대로                           | 서울특별시                     |                                |                                |
| 용산역앞 교차로                        | 서빙고로 한강대로21길                                                                               |                                    | 서울특별시                     |                                |                                |
| 전자상가입구 교차로 (신용산역)         | 새창로                                                                                              |                                    | 서울특별시                     |                                |                                |
| 용산우체국 교차로                      | 한강대로38길                                                                                        |                                    | 서울특별시                     |                                |                                |
| 삼각지역 교차로                        | 백범로 이태원로                                                                                     |                                    | 서울특별시                     |                                |                                |
| 전쟁기념관                             | |                                    | 서울특별시                     |                                |                                |
| 남영삼거리                             | 한강대로77길 원효로                                                                                 |                                    | 서울특별시                     |                                |                                |
| 숙대입구역 교차로                      | 두텁바위로 청파로47길                                                                               |                                    | 서울특별시                     |                                |                                |
| 청파동입구 교차로                      | 청파로                                                                                              |                                    | 서울특별시                     |                                |                                |
| 서울역 교차로                          | 세종대로 퇴계로 후암로                                                                              |                                    | 서울특별시                     |                                |                                |
| 서울역 교차로                          | 세종대로 퇴계로 후암로                                                                              | 통일로                             | 서울특별시                     | 중구                           |                                |
| 염천교 교차로 (의주로지하차도)         | 칠패로                                                                                              | 통일로                             | 서울특별시                     | 중구                           |                                |
| 경찰청앞 교차로                        | 서울특별시도 제60호선 (서소문로)                                                                    | 통일로                             | 서울특별시                     | 중구                           |                                |
| 경찰청                                 | | 통일로                             | 서울특별시                     | 중구                           |                                |
| 서대문역 교차로                        | 국도 제6호선 (새문안로, 충정로)                                                                     | 통일로                             | 서울특별시                     | 중구                           |                                |
| 서대문역 교차로                        | 국도 제6호선 (새문안로, 충정로)                                                                     | 통일로                             | 서울특별시                     | 서대문구                       |                                |
| 독립문역 교차로 (독립문)               | 국도 제48호선 서울특별시도 제50호선 (사직로) (성산로)                                               | 통일로                             | 서울특별시                     |                                |                                |
| 독립문역                               | | 통일로                             | 서울특별시                     |                                |                                |
| 독립공원 교차로                        | 통일로18길                                                                                          | 통일로                             | 서울특별시                     |                                |                                |
| 무악재역                               | 통일로25길                                                                                          | 통일로                             | 서울특별시                     |                                |                                |
| 인왕아파트 교차로                      | 통일로34길                                                                                          | 통일로                             | 서울특별시                     |                                |                                |
| 홍제삼거리                             | 모래내로                                                                                            | 통일로                             | 서울특별시                     |                                |                                |
| 홍제역                                 | | 통일로                             | 서울특별시                     |                                |                                |
| 홍은사거리                             | 연희로 세검정로                                                                                     | 통일로                             | 서울특별시                     |                                |                                |
| 녹번역 교차로                          | 은평로                                                                                              | 통일로                             | 서울특별시                     | 은평구                         |                                |
| (구 질병관리본부)                      | 서울특별시도 제20호선 (진흥로)                                                                      | 통일로                             | 서울특별시                     | 은평구                         |                                |
| 불광역 교차로                          | 불광로                                                                                              | 통일로                             | 서울특별시                     | 은평구                         |                                |
| 동명여고 교차로                        | 역말로                                                                                              | 통일로                             | 서울특별시                     | 은평구                         |                                |
| 연신내역 교차로                        | 국도 제1호선 (연서로)                                                                               | 통일로                             | 서울특별시                     | 은평구                         |                                |
| 국도 제1호선 (통일로)와 직결           | |                                    |                                |                                |                                |

## 연결 도로
서울특별시도 제21호선은 1번 국도의 흔적이 남아 있기 때문에 남쪽은 안양, 수원으로 이어지는 경수산업도로 (경수대로)로 이어지며, 북쪽은 고양, 파주로 이어지는 통일로와 연결된다.

## 중앙버스전용차로와 BRT계획
현재 이 도로에서 중앙버스전용차로가 시행되고 있는 곳은 시흥사거리에서 대방로의 해군회관 사거리, 노량진로 대방역 삼거리에서 노들역, 한강대로 한강대교 북단 교차로에서 서울역, 통일로에서는 서소문사거리에서 연신내역 등 4곳이다.
2015년 현재, 서울역 앞에 서울역 버스 환승센터가 설치되어 있다.
시흥대로 남쪽과 연결되는 경수산업도로 중에서 경기도 안양시 동안구 호계동 신(新)사거리에서 시흥대로 시작점까지 이르는 BRT계획이 있다.

## 같이 보기
- 아시아 고속도로 1호선
- 국도 제1호선
- 경수산업도로
- 통일로